# Un tranquillo pic-nic
Un tranquillo pic-nic (Pup on a Picnic) è un film del 1955 diretto da William Hanna e Joseph Barbera. È il novantunesimo cortometraggio della serie Tom & Jerry ed è stato distribuito il 30 aprile 1955 dalla Metro-Goldwyn-Mayer.

## Trama
Nel giardino di casa Spike e Tyke stanno per fare un picnic, ma un inseguimento tra Tom e Jerry li costringe ad andarsene in un parco nelle vicinanze. Arrivati sotto un albero, i due cani si preparano per mangiare, ma vengono nuovamente disturbati da Tom e Jerry, i quali vengono allontanati da Spike. Più tardi Jerry si nasconde nel cestino da picnic e Tom cerca di acchiapparlo, ma finisce per far arrabbiare Spike, che inizia a inseguirlo. Alla fine, mentre quest'ultimo e Tyke dormono, Tom, nel tentativo di catturare Jerry, sale su un albero e, con un rampino attaccato a una canna da pesca, ruba il cibo dal cestino del picnic. Delle formiche arrivano sul posto e, ingolosite dal cibo, salgono sull'albero, facendo cadere a terra Tom, poco dopo aver catturato Jerry. Spike si arrabbia con Tom, mentre le formiche portano via le cibarie, tra cui un panino con dentro Jerry.

## Edizione italiana
A dare la voce a Spike è Gino Pagnani, mentre Roberto Del Giudice legge nel lecca lecca al posto della testa di Spike la traduzione della scritta Sucker, ossia "Stupido".